# Mervyn Morris
Mervyn Eustace Morris (n. 1937, Kingston) poeta jamaicano.
Es profesor de la University of the West Indies en Mona desde los años 1960. Ha publicado varios poemarios y ha editado la obra de otros escritores caribeños.
- Datos: Q3306702